# West Branch, Iowa
West Branch là một thành phố thuộc quận Cedar, tiểu bang Iowa, Hoa Kỳ. Năm 2010, dân số của thành phố này là 2322 người.

## Dân số
Dân số qua các năm:
- Năm 2000: 2188 người.
- Năm 2010: 2322 người.